# Eredivisie (vrouwenhandbal) 1999/00
De Eredivisie is de hoogste afdeling van het Nederlandse handbal bij de vrouwen op landelijk niveau. In het seizoen 1999/2000 werd De Volewijckers landskampioen. OSC degradeerde naar de Eerste divisie.

## Teams
| Club                  | Plaats      | Provincie     |
| --------------------- | ----------- | ------------- |
| AAC 1899              | Arnhem      | Gelderland    |
| Ebcon/Groene Ster     | Zevenbergen | Noord-Brabant |
| Hellas                | Den Haag    | Zuid-Holland  |
| OSC                   | Amsterdam   | Noord-Holland |
| Van der Voort Quintus | Kwintsheul  | Zuid-Holland  |
| Zeeman Vastgoed/SEW   | Nibbixwoud  | Noord-Holland |
| Swift                 | Roermond    | Limburg       |
| Koenders/V&L          | Geleen      | Limburg       |
| De Volewijckers       | Amsterdam   | Noord-Holland |
| VZV                   | 't Veld     | Noord-Holland |

## Reguliere competitie
| Pos | Club                  | Wed | Ptn | Opmerking                           |
| --- | --------------------- | --- | --- | ----------------------------------- |
| 1   | AAC 1899              | 18  | 31  | Gekwalificeerd voor kampioenspoule  |
| 2   | De Volewijckers       | 18  | 29  | Gekwalificeerd voor kampioenspoule  |
| 3   | Zeeman Vastgoed/SEW   | 18  | 27  | Gekwalificeerd voor kampioenspoule  |
| 4   | Swift                 | 18  | 21  | Gekwalificeerd voor kampioenspoule  |
| 5   | Koenders/V&L          | 18  | 21  | Gekwalificeerd voor kampioenspoule  |
| 6   | Hellas                | 18  | 18  | Gekwalificeerd voor degradatiepoule |
| 7   | Ebcon/Groene Ster     | 18  | 16  | Gekwalificeerd voor degradatiepoule |
| 8   | Van der Voort Quintus | 18  | 10  | Gekwalificeerd voor degradatiepoule |
| 9   | VZV                   | 18  | 7   | Gekwalificeerd voor degradatiepoule |
| 10  | OSC                   | 18  | 3   | Gekwalificeerd voor degradatiepoule |

## Nacompetitie

### Degradatiepoule
| Pos | Club                  | Wed | Ptn | BP | Opmerking                                   |
| --- | --------------------- | --- | --- | -- | ------------------------------------------- |
| 1   | Van der Voort Quintus | 8   | 16  | 3  |                                             |
| 2   | Hellas                | 7   | 14  | 5  |                                             |
| 3   | Ebcon/Groene Ster     | 7   | 12  | 4  |                                             |
| 4   | VZV                   | 8   | 8   | 2  | Best of two tegen kampioenen eerste divisie |
| 5   | OSC                   | 8   | 3   | 1  | Directe degradatie naar eerste divisie      |

### Kampioenspoule
| Pos | Club                | Wed | Ptn | BP | Opmerking                        |
| --- | ------------------- | --- | --- | -- | -------------------------------- |
| 1   | De Volewijckers     | 8   | 18  | 4  | Gekwalificeerd voor Best of Five |
| 2   | Swift               | 8   | 13  | 2  | Gekwalificeerd voor Best of Five |
| 3   | AAC 1899            | 8   | 13  | 5  |                                  |
| 4   | Zeeman Vastgoed/SEW | 8   | 9   | 3  |                                  |
| 5   | Koenders/V&L        | 8   | 2   | 1  |                                  |

#### Best of Five
|  | De Volewijckers | 30 - 19 | Swift | Elzenhagen, Amsterdam |
|  |                 |         |       | Elzenhagen, Amsterdam |
|  |                 |         |       | Elzenhagen, Amsterdam |

|  | Swift | 21 - 19 | De Volewijckers | Jo Gerrishal, Roermond |
|  |       |         |                 | Jo Gerrishal, Roermond |
|  |       |         |                 | Jo Gerrishal, Roermond |

|  | De Volewijckers | 23 - 20 | Swift | Elzenhagen, Amsterdam |
|  |                 |         |       | Elzenhagen, Amsterdam |
|  |                 |         |       | Elzenhagen, Amsterdam |

|  | Swift | 19 - 27 | De Volewijckers | Jo Gerrishal, Roermond |
|  |       |         |                 | Jo Gerrishal, Roermond |
|  |       |         |                 | Jo Gerrishal, Roermond |

|  | De Volewijckers | v | Swift | Elzenhagen, Amsterdam |
|  |                 |   |       | Elzenhagen, Amsterdam |
|  |                 |   |       | Elzenhagen, Amsterdam |

## Handbalster van het jaar
Speelsters en trainers konden aan het eind van het seizoen hun voorkeur geven voor de handbalster van het jaar 2000. Olga Assink werd tot winnaar uitgeroepen.
| Pos | Naam                 | Ptn   |
| --- | -------------------- | ----- |
| 1   | Olga Assink          | 39,06 |
| 2   | Nicole Heuwekemeijer | 38,24 |
| 3   | Natasja Burgers      | 35,88 |
| 4   | Ingeborg Vlietstra   | 35,56 |
| 5   | Irina Pusic          | 30,76 |
| 6   | Mariska Schenkel     | 29,37 |